# بانوني ريكوفرانس
بانوني ريكوفرانس هي بلدية فرنسية تقع في إقليم الأردين في منطقة غراند إيست. 

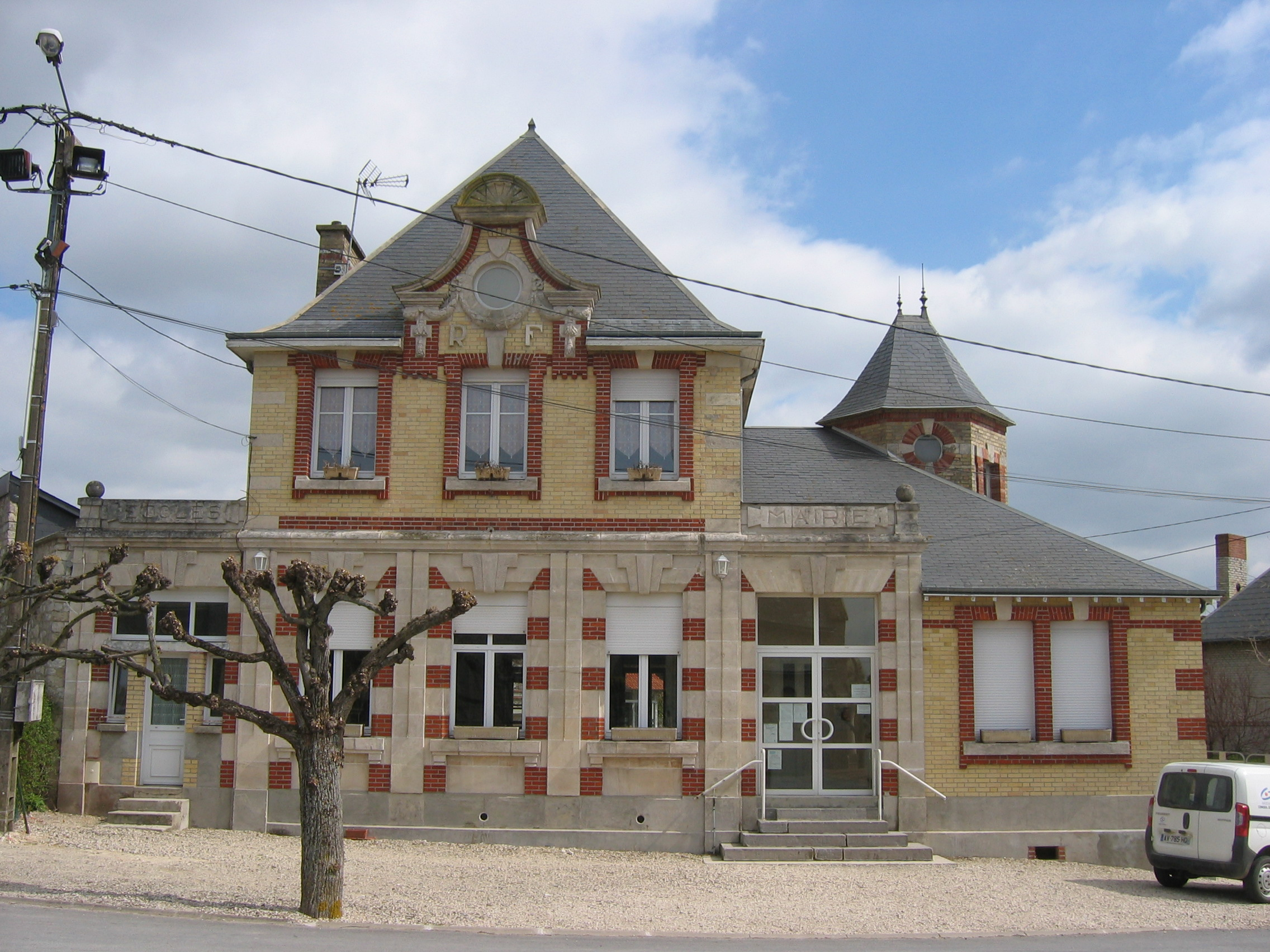
البلدية.

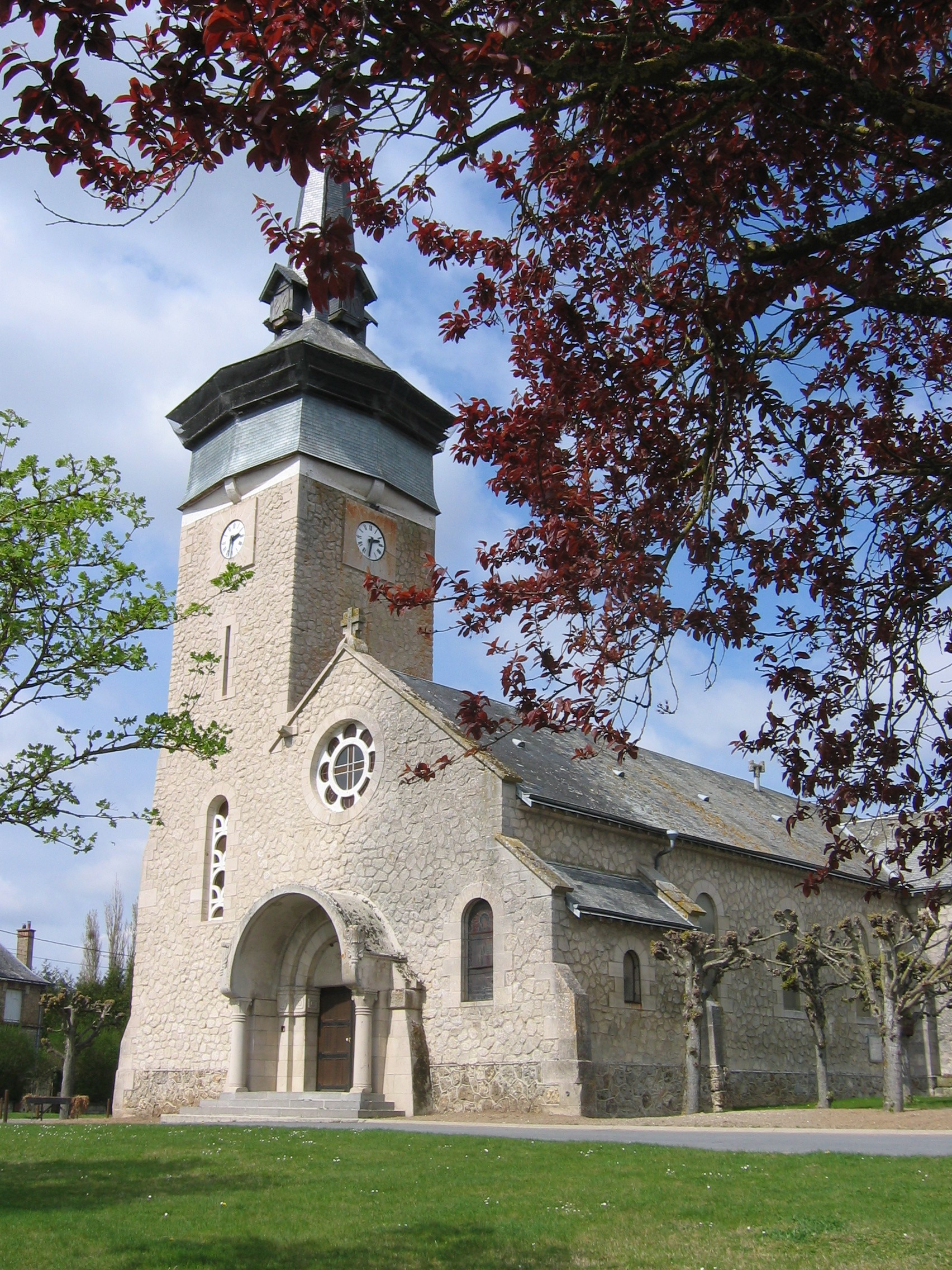
كنيسة القديس سيمون دي بانوغ